# Волков, Алексей Александрович
Алексей Александрович Волков (бел. Аляксей Аляксандравіч Волкаў, 7 сентября 1973, Минск) — белорусский государственный деятель, председатель Государственного комитета судебных экспертиз Республики Беларусь, генерал-майор юстиции (2015).

## Биография
Родился 7 сентября 1973 года в Минске.
В 1996 году окончил Белорусский негосударственный институт правоведения.
С 1996 по 2011 годы работал в различных должностях в органах прокуратуры Республики Беларусь.
С 1 января 2012 года по 23 июля 2013 года работал начальником Следственного управления Следственного комитета Республики Беларусь по городу Минску.
23 июля 2013 года назначен первым заместителем председателя Следственного комитета Республики Беларусь.
18 февраля 2015 года Волкову присвоено специальное звание генерал-майора юстиции.
9 октября 2020 года назначен председателем Государственного комитета судебных экспертиз Республики Беларусь.

## Награды
- медаль «За безупречную службу» III степени (2013)[4],
- медаль «За безупречную службу» II степени,
- медаль «За безупречную службу» I степени (2018)[5].

## Международные санкции
31 августа 2020 года Волков включён в список лиц, на которых наложен бессрочный запрет на въезд в Латвию, пятилетний запрет на въезд в Эстонию и запрет на въезд в Литву в связи с тем, что он «своими действиями он организовал и поддержал фальсификацию президентских выборов 9 августа и последующее насильственное подавление мирных протестов». 6 ноября Волкова включили в «Чёрный список ЕС». При обосновании введения санкций отмечалось, что он как первый заместитель председателя Следственного комитета несёт ответственность за кампании репрессий и запугивания во главе с Комитетом после президентских выборов, в частности, расследования против Координационного совета и мирных демонстрантов.
24 ноября 2020 года к санкциям ЕС присоединились Албания, Исландия, Лихтенштейн, Норвегия, Северная Македония, Черногория, а 11 декабря — и Швейцария. Кроме того, 6 ноября Волков попал под санкции Великобритании и Канады.